# Son meilleur ami (film, 1920)
Pour les articles homonymes, voir Son meilleur ami.
Pour plus de détails, voir Fiche technique et Distribution.

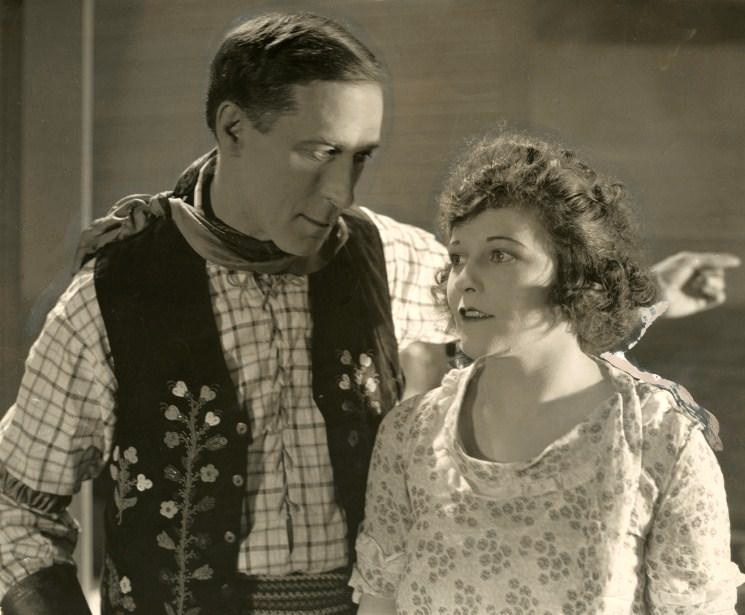
William S. Hart et Mary Thurman

Son meilleur ami (Sand!) est un western muet américain réalisé par Lambert Hillyer, sorti en 1920.

## Synopsis
L'agent des chemins de fer Dan Kurrie est renvoyé par son chef Joseph Garber, amoureux comme lui de Margaret Young. En démasquant un gang attaquant les trains, Dan rentre en grâce auprès de Margaret...

## Fiche technique
- Titre : Son meilleur ami
- Titre original : Sand! (ou Sand)
- Réalisateur : Lambert Hillyer
- Scénario : Lambert Hillyer, d'après l'histoire Dan Kurrie's Inning de Russell A. Boggs
- Directeur de la photographie : Joe August, ASC[1], assisté de Dwight Warren
- Directeur artistique : Thomas A. Brierley
- Conception des intertitres : Ralph Warren
- Montage : LeRoy Stone
- Producteur : William S. Hart
- Société de production : William S. Hart Productions
- Société de distribution : Paramount Artcraft Pictures
- Film muet en noir et blanc
- Genre : Western
- Durée : 73 min
- Lieu de tournage : Victorville (Californie)
- Dates de sorties :
  -  États-Unis : 20 juin 1920
  -  France : 12 septembre 1924

## Distribution
- William S. Hart : Dan Kurrie
- Mary Thurman : Margaret Young
- G. Raymond Nye : Joseph Garber
- Patricia Palmer : Josie Kirkwood
- William Patton	: Pete Beckett
- Capitaine S. J. Bingham : le superintendant Trapp

Acteurs non crédités
- Hugh Jackson : Pop Young
- Lon Poff : Jim Kirkwood